# وزارة تنمية المجتمعات والأقاليم (أوكرانيا)
وزارة تنمية المجتمعات والأقاليم (بالأوكرانية: Міністерство регіонального розвитку, будівництва та житлово-комунального господарства України) هي وزارة تابعة لحكومة أوكرانيا، مسؤولة عن تطويرالبنية التحتية للإسكان والخدمات العامة.
تأسست الوزارة عام 2005 تحت اسم وزارة البناء والعمارة والإسكان والمرافق العامة. وفي الفترة ما بين 2007 و2010، تم تقسيمها إلى وزارتين:
- وزارة البناء والتنمية الإقليمية
- وزارة الإسكان والمرافق العامة.[1][2]